# Carlos Espínola (velista)
Carlos Mauricio Espínola (Corrientes, 5 ottobre 1971) è un velista argentino.

## Palmarès

### Olimpiadi
- 4 medaglie:
  - 2 argenti (Atlanta 1996 nel Mistral; Sydney 2000 nel Mistral)
  - 2 bronzi (Atene 2004 nel Tornado; Pechino 2008 nel Tornado)